# Airbus Group
Airbus Group je evropsko mednarodno letalsko/vesoljsko in orožarsko podjetje.  Skupino sestavljajo divizije Airbus, Airbus Defence and Space, and Airbus Helicopters.. Družba je bila prej znana kot European Aeronautic Defence and Space Company (EADS). EADS je bil ustanovljen 10. julija 2000 z združitvijo francoskega podjetja Aérospatiale-Matra, nemških DaimlerChrysler Aerospace AG (DASA) in Dornier GmbH in španskega Construcciones Aeronáuticas SA (CASA). Januarja 2014 se je družba reorganizirala kot Airbus Group. 
Podjetje se ukvarja z razvojem in proizvodnjo vojaških in civilnih letal, komunikacijskih sistemov, vodljivih raket, vesoljskih raket, helikopterjev, satelitov in drugih sistemov.

## Podjetja kjer ima Airbus Group deleže
- Airbus Group Inc. – ameriški oddelek za Severno Ameriški trg
- Dassault Aviation (46 %)Izdelovalec lovskih letal Dassault Rafale.
- Eurofighter GmbH (46 %)Izdelovalec lonskih letal Eurofighter Typhoon.
- MBDA (37.5 %) Izdelovalev vodljivih raket
- Arianespace (30 %) Evropski izdelovalec raket
- Patria (27 %) Finsko orožarsko podjetje
- ATR (50 %) Izdelovalec turbopropelerskih regionalnih potniški letal
- Socata (30 %) Izdelovalec letal splošne aviacije
- Sogerma
- EADS EFW
- EADS Innovation Works (R&D)
- Dornier Consulting
- Premium AEROTEC[6]